# Bishna
Bishnah (oficialmente, Bishna) es una localidad de la India situada en el distrito de Jammu, en el Territorio de Jammu y Cachemira. Según el censo de 2011, tiene una población de 10 719 habitantes.

## Geografía
Está ubicada a una altitud de 292 metros sobre el nivel del mar, a unos 270 km de la capital estatal, Srinagar, en la zona horaria UTC +5:30.